# 釣船
釣船（つりぶね）とは、釣り客を乗せて運航する船舶業、またはその船のこと。
船の大きさは概ね数十トン程度であり、プレジャーボートがこの用途に使われる例も多い。

## 概要
釣船は、釣りを目的とした客を乗せ、海岸などから離れた漁場や島まで連れて行き、または船釣りを行わせ、客に釣りを楽しませることを目的としている。このため、生業とするための釣を行う漁船とは趣が違う。日頃から情報収集に努め、季節で変化する好ポイントを把握し、いかにして客に満足してもらうかが船頭の腕の見せ所となり、次回からのリピートや口コミ等での好評につながる。
遊漁船業の適正化に関する法律第2条において、船は遊漁船、業種は遊漁船業と定義される（個人所有のプレジャーボートなどを使って釣りを行うときの船舶はこの遊漁船には当たらない）。
1941年9月から第二次世界大戦中、戦後にかけ、石油の消費を抑えるために重油、軽油を使用する釣船への燃料配給が禁止されていた。

## 俗語的用法
日本帝國海軍において、航空母艦への着艦に失敗・もしくは燃料切れや機械故障等で着水した艦上機及び搭乗員を救助・回収することを「トンボ釣り」と俗称し、この際に救難収容任務にあたる駆逐艦、及び飛行機救難船（小型のクレーン船）を指して「釣船（釣り船）」と俗称した。
また、海上自衛隊では洋上での任務航海中、非直乗組員に対して娯楽としての釣りが許可される事があり、この「F作業（“F”はFishingの意）」等と通称される課外娯楽の許可が多く出される艦艇を、隊内俗称として「釣り船＊＊丸（＊＊、には艦艇名が入る）」などと呼称することがある。